# Maoricrypta
Genre
Synonymes
- sous-genre Maoricrypta (Zeacrypta) Finlay, 1926[1]
- genre Zeacrypta Finlay, 1926[1]

Maoricrypta est un genre de mollusques gastéropodes appartenant à la famille des Calyptraeidae. L'espèce-type est Maoricrypta costata.

## Liste d'espèces
Selon World Register of Marine Species (3 juin 2020) :
- Maoricrypta costata (G. B. Sowerby I, 1824) - espèce type
- Maoricrypta haliotoidea (Marwick, 1926) †
- Maoricrypta immersa (Angas, 1865)
- Maoricrypta kopua B. A. Marshall, 2003
- Maoricrypta monoxyla (Lesson, 1831)
- Maoricrypta profunda (Hutton, 1873) †
- Maoricrypta radiata (Hutton, 1873) †
- Maoricrypta sodalis B. A. Marshall, 2003
- Maoricrypta youngi Powell, 1940

## Publication originale
- (en) H. J. Finlay, « A Further Commentary on New Zealand Molluscan Systematics », Transactions and Proceedings of the New Zealand Institute, vol. 57,‎ 23 décembre 1926, p. 320-485 (ISSN 1176-6158 et 2744-4120, lire en ligne).